# حامد شیری
حامد شیری (زادهٔ ۲۷ فروردین ۱۳۶۵) بازیکن فوتبال سابق و مربی فوتبال اهل ایران است که هم‌اکنون مربی نساجی است.
شیری فوتبال خود را از تیم جوانان آرش حاضر در لیگ جوانان مازندران آغاز کرد. وی سابقه بازی در باشگاه‌های شموشک نوشهر، فجر شهید سپاسی و سایپا البرز را دارد.

## دوران بازیگری

### نساجی مازندران
حامد شیری در سال ۹۷ پس از ۷ سال حضور در سایپا بعد از بازگشت نساجی به لیگ برتر به این تیم پیوست.
شیری به مدت ۵ سال است که در نساجی حضور دارد و بازوبند کاپیتانی این تیم را به بازو می‌بندد.
او در مدت این ۵ سال با گلهای خود بهترین گلزن نساجی مازندران در تاریخ لیگ برتر شد.

## افتخارات

### باشگاهی

#### نساجی
- جام حذفی ایران
  - قهرمان (۱): ۱۴۰۱–۱۴۰۰

### فردی
بهترین گلزن تاریخ نساجی مازندران در تاریخ لیگ برتر